# Верховный Совет Карело-Финской ССР
Верховный Совет Карело-Финской ССР (фин. Karjalais-suomalainen SNT Korkein Neuvosto) — высший орган государственной власти и единственный законодательный орган Карело-Финской ССР, действовавший с июня 1940 года по август 1956 года.

## История
III сессия Верховного Совета Карельской АССР I созыва 13 апреля 1940 года приняла Закон о преобразовании Карельской АССР в союзную республику СССР — Карело-Финскую ССР.
Выборы в Верховный Совет Карело-Финской ССР I созыва состоялись 16 июня 1940 года. Открытие I-й сессии Верховного Совета Карело-Финской ССР I созыва состоялось 8 ноября 1940 года. Советская политическая практика предполагала избрание в Верховные Советы союзных республик представителей высшего партийно-государственного руководства СССР (членов Политбюро ЦК ВКП(б), секретарей ЦК ВКП(б) и др.). Депутатами Верховного Совета Карело-Финской ССР I-IV созывов избирались — И. В. Сталин, М. И. Калинин, К. Е. Ворошилов, Л. М. Каганович, Л. П. Берия, А. И. Микоян, В. М. Молотов, А. А. Жданов, Н. А. Булганин, Г. М. Маленков, Н. М. Шверник, Н. С. Хрущев, Н. А. Вознесенский, А. Н. Косыгин, А. А. Андреев.
24 апреля 1956 года Верховный Совет Карело-Финской ССР IV созыва принял Закон о преобразовании Карело-Финской ССР в Карельскую АССР в составе РСФСР. В соответствии с принятым законом, депутаты Верховного Совета Карело-Финской ССР IV созыва автоматически получили статус депутатов Верховного Совета Карельской АССР. Карельская АССР оказалась единственной в советской истории автономной республикой, в состав Верховного Совета которой автоматически вошло высшее партийно-государственное руководство СССР.

## Созывы

### Верховный Совет КФССР I созыва (1940—1947)
- Председатель Верховного Совета КФССР: Сорокин Н. Н.
- Заместители Председателя Верховного Совета КФССР: Морозина А. В., Пеухкури И. А.
- Председатель Президиума Верховного Совета КФССР: Куусинен О. В.
- Заместители Председателя Президиума Верховного Совета КФССР: Горбачёв М. В., Бонч-Осмоловская А. Ф.
- Секретарь Президиума Верховного Совета КФССР: Вакулькин Т. Ф.
- Члены Президиума Верховного Совета КФССР: Анттила А. М., Балагуров Ф. В., Коллиева А. В., Куприянов Г. Н., Малютина Н. И., Миронова А. Н., Назарова А. В., Никкари А. А., Овчинников К. В., Орлов Н. А., Соловьёв А. К.

### Верховный Совет КФССР II созыва (1947—1951)
- Председатель Верховного Совета КФССР: А. П. Тайми
- Заместители Председателя Верховного Совета КФССР: Вознесенская Т. И., Чепурнов В. С. (до 1949 года), Смирнов А. В. (с 1949 года)
- Председатель Президиума Верховного Совета КФССР: Куусинен О. В.
- Заместители Председателя Президиума Верховного Совета КФССР: Горбачёв М. В., Островская А. О.
- Секретарь Президиума Верховного Совета КФССР: Ихалайнен П. И.
- Члены Президиума Верховного Совета КФССР: Бесперстов Н. И., Брызгалов А. Н. (с 1950 года), Дегтяренко А. М., Емельянов Е. Ф., Иссерсон М. Д., Каргопольцев В. И. (с 1950 года), Карпов М. И. (с 1950 года), Куприянов Г. Н. (до 1950 года), Лавров С. И., Окунев И. В., Перепёлкин В. Т. (до 1950 года), Раутио К. Э. (с 1950 года), Семёнов Г. М., Тойвонен Т. О. (до 1950 года), Фролов В. А.

### Верховный Совет КФССР III созыва (1951—1955)
- Председатель Верховного Совета КФССР: А. П. Тайми
- Заместители Председателя Верховного Совета КФССР: Разов М. Д., Рочакова П. А.
- Председатель Президиума Верховного Совета КФССР: Куусинен О. В.
- Заместители Председателя Президиума Верховного Совета КФССР: Карпов В. В., Иванова Л. Н.
- Секретарь Президиума Верховного Совета КФССР: Богданов А. Д.
- Члены Президиума Верховного Совета КФССР: Егоров А. Н., Емельянов Е. Ф., Ершова И. С., Заяц М. И., Иссерсон М. Д., Каргопольцев В. И., Кийскинен А. И., Ларионов А. И., Мерецков К. А., Павлов А. П., Раутио К. Э.

### Верховный Совет КФССР IV созыва (1955—1956)
- Председатель Верховного Совета КФССР: И. И. Согияйнен
- Заместители Председателя Верховного Совета КФССР: Гришкин И. Н., Власова М. Н.
- Председатель Президиума Верховного Совета КФССР: Куусинен О. В.
- Заместители Председателя Президиума Верховного Совета КФССР: Карпов В. В., Карпович К. Г.
- Секретарь Президиума Верховного Совета КФССР: Богданов А. Д.
- Члены Президиума Верховного Совета КФССР: Баранов В. А., Бояринов Г. П., Бурлова В. И., Егоров А. Н., Ивакин Д. Д., Кийскинен А. И., Колпакчи В. Я., Меньков И. П., Рогозин П. Я., Тайми А. П., Юнтунен С. Х.